# 왕연희
왕연희(王延羲, ? ~ 944년 4월 8일(음력 3월 13일))는 오대 십국 시대 민나라의 제6대의 국왕(재위 : 939년 ~ 944년)이다. 묘호는 경종(景宗). 시호는 예문광무명성원덕융도대효황제(睿文廣武明聖元德隆道大孝皇帝)이다.

## 생애
그는 왕계붕이 재위중에는 좌복야(左僕射), 동평장사(同平章事)로 임명되었다. 왕계붕은 의심이 많아서 신변이 위험을 느껴서 친척을 자택에 연금시켰다. 939년(통문 4년) 주문진(朱文進), 연중우(連重遇)가 반란을 일으켜 왕연희를 추대하고 왕계붕을 살해를 하였고, 왕연희는 권력을 장악하여, 국왕을 자칭하고, 이름을 왕희로 개명하였다. 즉위 한 왕연희는 후진에게 왕으로 책봉 받았다.
즉위 후에 왕연희는 호화스러운 사치와 황음무도하게 지네고, 친척들을 의심을 많이 했다. 동생 건주자사 왕연정은 간언을 하였지만, 간언을 한 계기로 양자의 대립이 깊어져, 940년(영륭 2년) 왕연희는 건주 공격을 개시하였고, 내전이 일어났다. 민나라 내전은 몇 년간에 걸쳐 계속되었지만 승부가 나지 않은 상태로 다음 해에 왕연희는 황제로 자칭하였다.
왕연희의 포학성은 여전히 바뀌지는 않았고, 주문진과 연중우는 신변에 위험이 미치는 것을 무서워하여 944년(영륭 6년) 두사람에 의해서 왕연희는 살해되었다.
| 전 임 왕계붕 | 제6대 민나라의 황제 939년 ~ 944년 | 후 임 주문진 |